# Кёнигсвальде
Кёнигсвальде (нем. Königswalde) — община в Германии, в земле Саксония. Подчиняется административному округу Хемниц. Входит в состав района Рудные Горы. Подчиняется управлению Беренштайн. Население составляет 2317 человек (на 31 декабря 2010 года). Занимает площадь 19,54 км².
Коммуна подразделяется на 2 сельских округа.

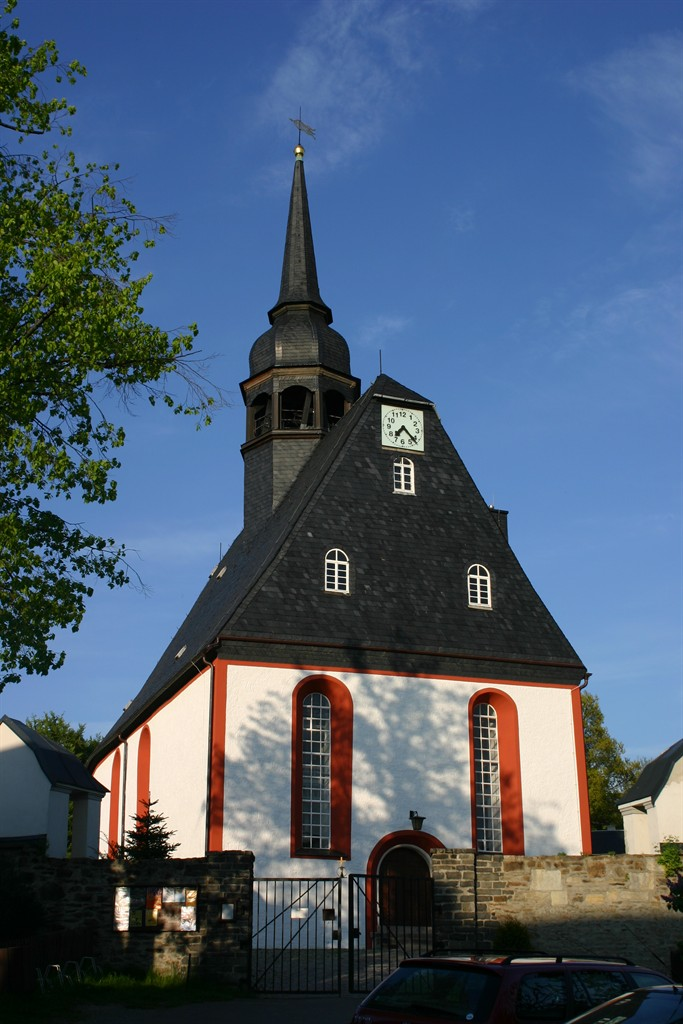
Кёнигсвальде